# Giải bóng đá vô địch quốc gia Ý 1909
Giải bóng đá vô địch quốc gia Ý 1909 là mùa giải thứ 12 của giải bóng đá vô địch Ý, với Pro Vercelli là đội giành chức vô địch.
Trong mùa giải này, giống như mùa giải trước, hai giải vô địch Prima Categoria đã diễn ra:
1. Federal Championship (Giải vô địch Liên bang), giải đấu đầu tiên mà cầu thủ nước ngoài (nếu họ sống ở Ý) cũng được phép tham gia; đội vô địch sẽ được tuyên bố là Campioni Federali (Nhà vô địch liên bang)[1]
2. Italian Championship (Giải vô địch Ý), giải đấu thứ hai mà chỉ có các cầu thủ Ý được phép tham gia; đội vô địch sẽ được tuyên bố là Campioni Italiani (Nhà vô địch Ý)

Đội vô địch Federal Championship là Pro Vercelli. Họ đã giành được giải thưởng Cúp Oberti.
Đội vô địch Italian Championship là Juventus. Họ đã giành được giải thưởng Cúp Buni.
Tuy nhiên, "các đội quốc tế giả mạo" (các câu lạc bộ chủ yếu gồm các cầu thủ nước ngoài), chống lại chính sách độc tài của FIF, đã quyết định rút khỏi Italian Championship để biến giải đấu Federal thành giải đấu có liên quan nhất và làm giảm giá trị của giải đấu Ý. Hơn nữa, chiến thắng của Pro Vercelli tại Giải vô địch Liên bang (nơi Juventus sớm bị loại) với đội hình toàn người Ý đã biến Giải vô địch Ý thành một giải đấu vô nghĩa. Chiến lược của những người phản đối đã thành công: thất bại của Giải vô địch Ý mà Juventus giành được đã buộc Liên đoàn sau đó phải công nhận Nhà vô địch Liên bang Pro Vercelli là "Campioni d'Italia 1909", từ chối giải đấu kia.

## Giải vô địch Liên bang

### Vòng loại

#### Liguria
Thi đấu ngày 17/1 và 7/2
| Đội 1        | TTS | Đội 2 | Lượt đi | Lượt về |
| ------------ | --- | ----- | ------- | ------- |
| Andrea Doria | 4-4 | Genoa | 1-1     | 3-3     |

—Tie-break
Thi đấu ngày 21/2 trên sân trung lập
| Đội 1        | Tỉ số | Đội 2 |
| ------------ | ----- | ----- |
| Andrea Doria | 1-2   | Genoa |

#### Lombardy
—Xếp hạng
| VT | Đội            | ST | T | H | B | BT | BB | HS | Đ | Giành quyền tham dự |
| -- | -------------- | -- | - | - | - | -- | -- | -- | - | ------------------- |
| 1  | US Milanese    | 2  | 2 | 0 | 0 | 5  | 1  | +4 | 4 | Tham dự Bán kết     |
| 2  | Milan          | 2  | 1 | 0 | 1 | 3  | 4  | −1 | 2 |                     |
| 3  | Internazionale | 2  | 0 | 0 | 2 | 2  | 5  | −3 | 0 |                     |

—Kết quả
Thi đấu ngày 10, 17 và 24/1
| Đội 1          | Tỉ số | Đội 2          |
| -------------- | ----- | -------------- |
| Milan          | 3-2   | Internazionale |
| US Milanese    | 3-1   | Milan          |
| Internazionale | 0-2   | US Milanese    |

#### Piedmont

##### + Vòng 1
Thi đấu ngày 10 và 17/1
| Đội 1    | TTS | Đội 2  | Lượt đi | Lượt về |
| -------- | --- | ------ | ------- | ------- |
| Juventus | 3-2 | Torino | 0-1     | 3-1     |

Do cả hai đội đều thắng một trận đấu (tổng bàn thắng không được áp dụng) nên cần phải có loạt đấu tie-break.
—Đá lại
Thi đấu ngày 24/1 tại sân Juventus
| Đội 1    | Tỉ số | Đội 2  |
| -------- | ----- | ------ |
| Juventus | 0-1   | Torino |

Torino tiến vào Vòng 2.

##### + Vòng 2
Thi đấu ngày 7/2 và 14/3
| Đội 1        | TTS | Đội 2  | Lượt đi | Lượt về |
| ------------ | --- | ------ | ------- | ------- |
| Pro Vercelli | 3-1 | Torino | 2-1     | 1-0     |

#### Veneto
Venezia là đội duy nhất được đăng ký.

### Bán kết

#### Lombardy-Veneto
Thi đấu ngày 21/2 và 28/3
| Đội 1   | TTS  | Đội 2       | Lượt đi | Lượt về |
| ------- | ---- | ----------- | ------- | ------- |
| Venezia | 3-18 | US Milanese | 1-7     | 2-11    |

#### Piedmont-Liguria
Thi đấu ngày 21 và 28/3
| Đội 1        | TTS | Đội 2 | Lượt đi | Lượt về |
| ------------ | --- | ----- | ------- | ------- |
| Pro Vercelli | 4-3 | Genoa | 3-2     | 1-1     |

### Chung kết
Thi đấu ngày 4 và 25/4
| Đội 1        | TTS | Đội 2       | Lượt đi | Lượt về |
| ------------ | --- | ----------- | ------- | ------- |
| Pro Vercelli | 4-2 | US Milanese | 2-0     | 2-2     |

## Giải vô địch Ý

### Vòng loại
Piedmont
- 25/4: Juventus-Piemonte 1-0[2]

Đội đủ điều kiện: Juventus.
Lombardy
- Theo La Stampa, một trận đấu đã được lên kế hoạch vào ngày 28 tháng 3 nhưng có khả năng trận đấu này không diễn ra do sự bỏ  cuộc của Milan. Trên thực tế, theo La Stampa, vào ngày 28 tháng 3, Milan đã thi đấu với Torino trong giải đấu Palla Dapples, không phải trong Giải vô địch Ý với USM.

Liguria
- Không có trận đấu nào

### Bán kết
Thi đấu ngày 9, 16 và 23/5.
| Đội 1        | TTS  | Đội 2       | Lượt đi | Lượt về |
| ------------ | ---- | ----------- | ------- | ------- |
| Andrea Doria | 5-5  | Juventus    | 3-1     | 2-4     |
| Vicenza      | 1-10 | US Milanese | 1-2     | 0-8     |

- Play-off (tại Milan):
  - 23/5/1909: Juventus - Andrea Doria 1-0 (s.h.p.)[6]

### Chung kết
30/5 và 6/6
| Đội 1    | TTS | Đội 2       | Lượt đi | Lượt về |
| -------- | --- | ----------- | ------- | ------- |
| Juventus | 3-2 | US Milanese | 1-1     | 2-1     |

Vô địch Ý: Juventus.
Juventus đã giành được giải thưởng Cúp Buni, nhưng danh hiệu này không được FIGC công nhận.